# Canton Tower
Canton Tower (förenklad kinesiska: 广州塔; traditionell kinesiska: 廣州塔; pinyin: Guǎngzhōu tǎ) är ett observationstorn i Haizhudistriktet i Guangzhou, Kina. Tornet höll titeln världens högsta torn med sin höjd på 600 meter endast en kort tid innan titeln togs över av Tokyo Sky Tree som stod färdigt 2012.
Tornet designades av nederländska arkitekterna Mark Hemel och Barbara Kuit från Information Based Architecture tillsammans med Arup, en internationell konsultfirma inom byggnadskonstruktion, med högkvarter i London, Storbritannien. Information Based Architecture och Arup vann 2004 en internationell tävling där många andra stora arkitektfirmor deltog. Samma år utvecklade IBA - Arup byggnadens konceptdesign. IBA samarbetade i huvudsak med Arups lokala avdelning, samt ett lokalt designinstitut. Tornet, dock ej fullt färdigt, öppnades för allmänheten den 1 oktober 2010 och användes senare i november vid invigningen av Asiatiska spelen 2010. Den översta utsiktsplatsen på tornet öppnades officiellt i december 2011. Utsiktsplatsen är belägen på 488 meters höjd och utomhus. 16 transparenta passagerarkorgar med en diameter på 3,2 meter, med möjlighet att ta sex passagerare vardera, färdas i en elliptisk bana vid takkanten på tornet och har beskrivits av media som världens högsta pariserhjul, även om attraktionen inte tar form som ett klassiskt pariserhjul.

## Galleri

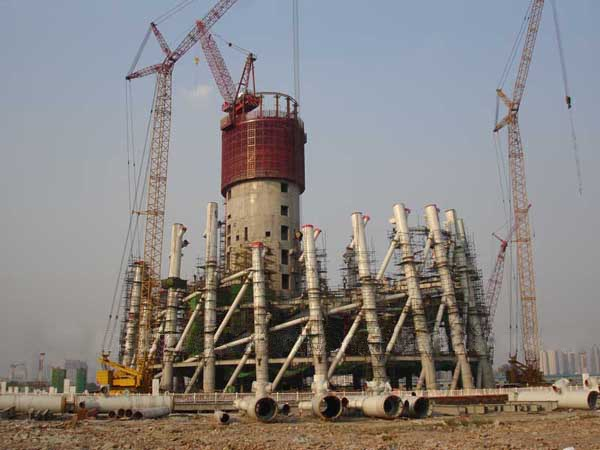
Februari 2007
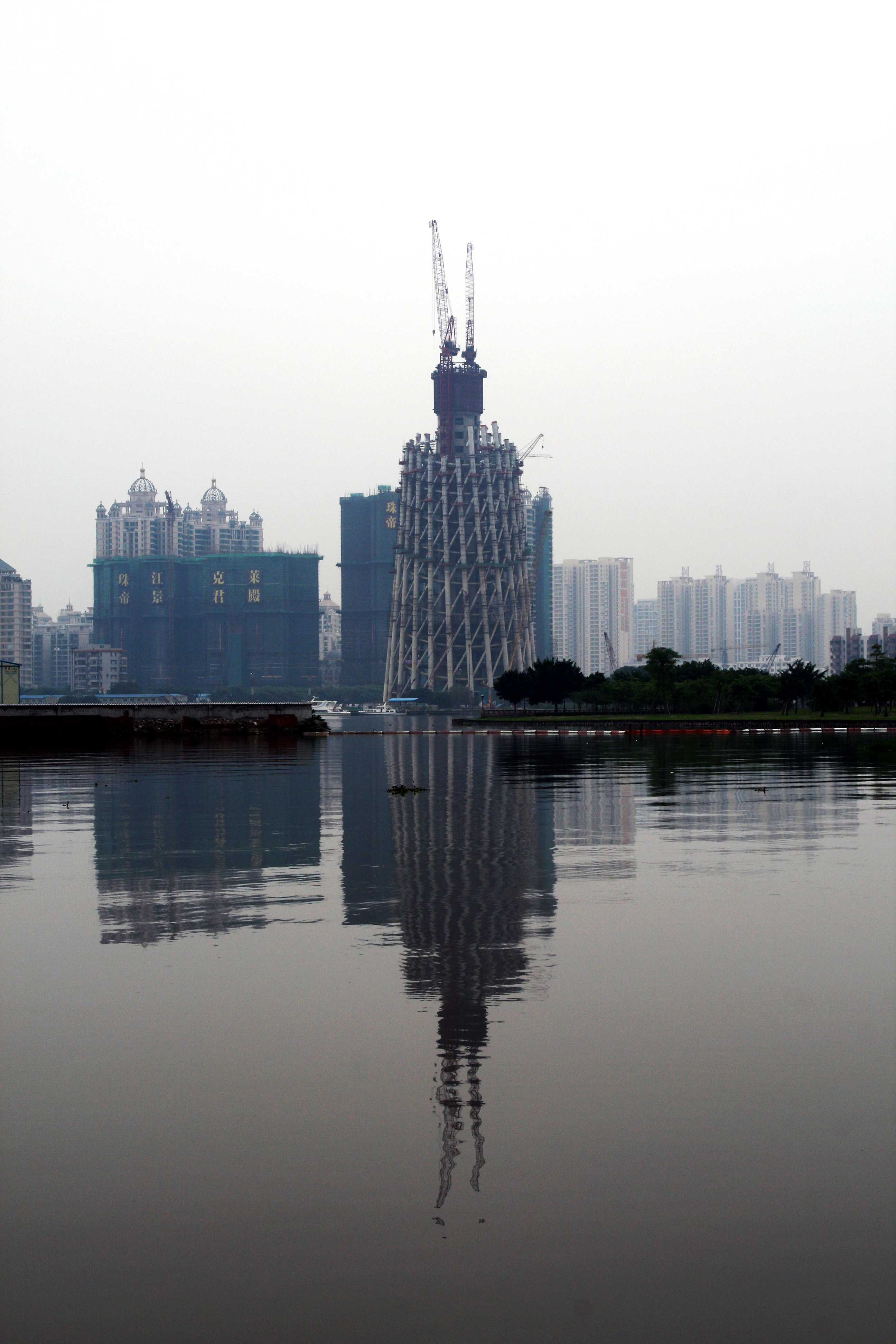
Juni 2007
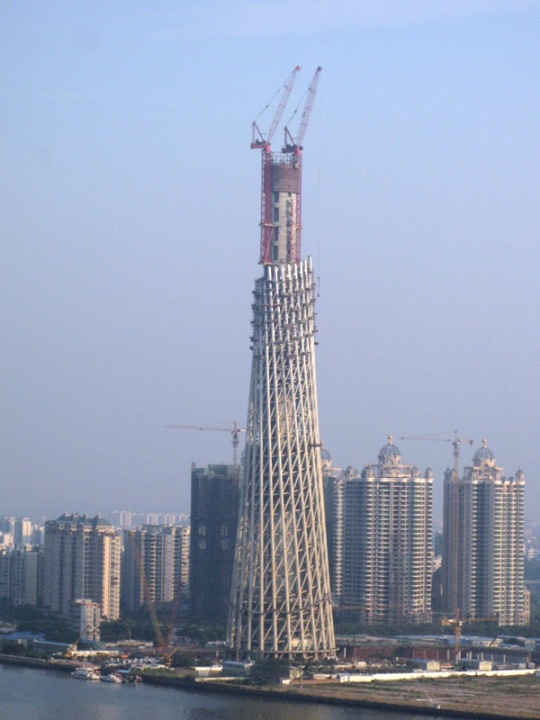
November 2007
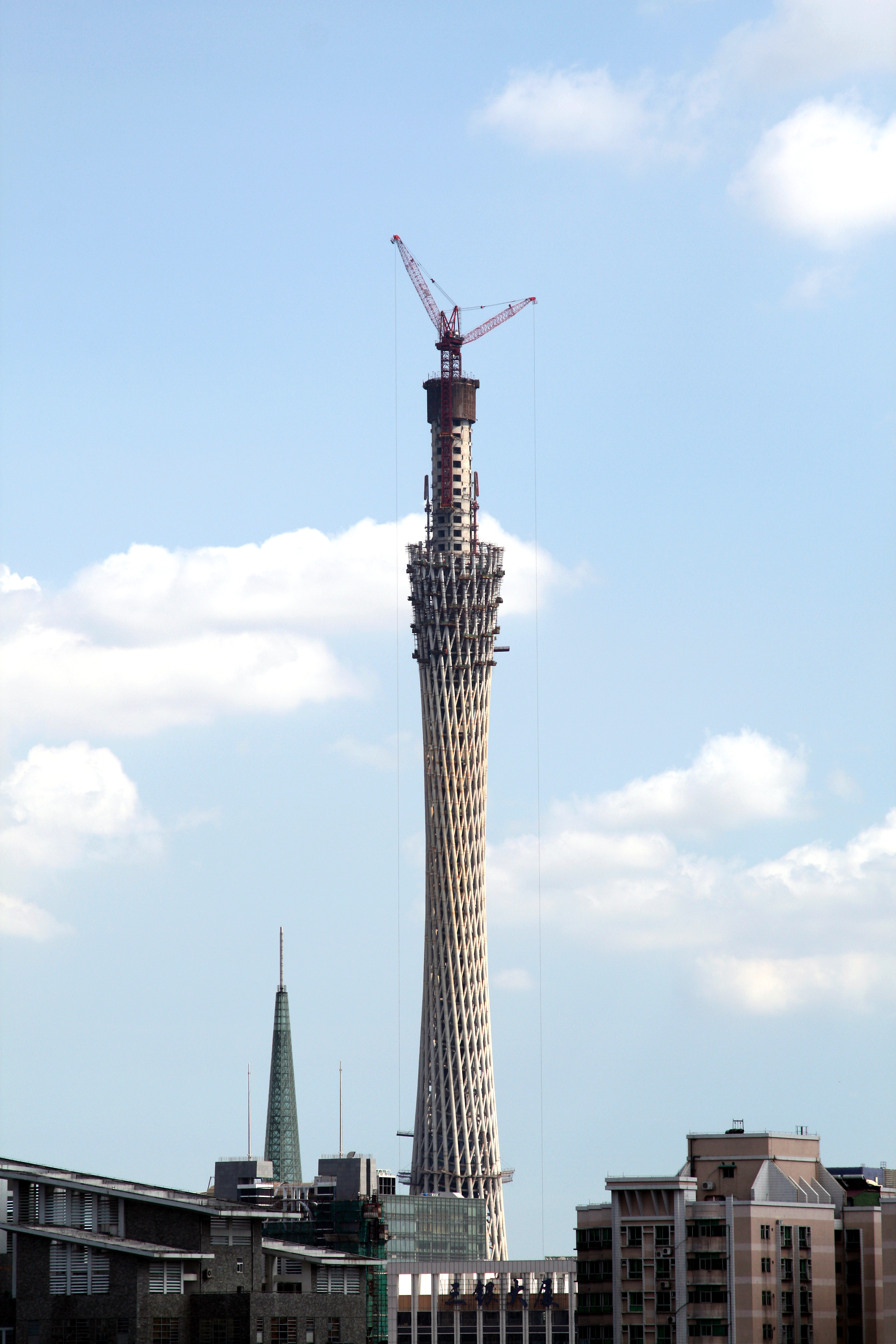
Augusti 2008
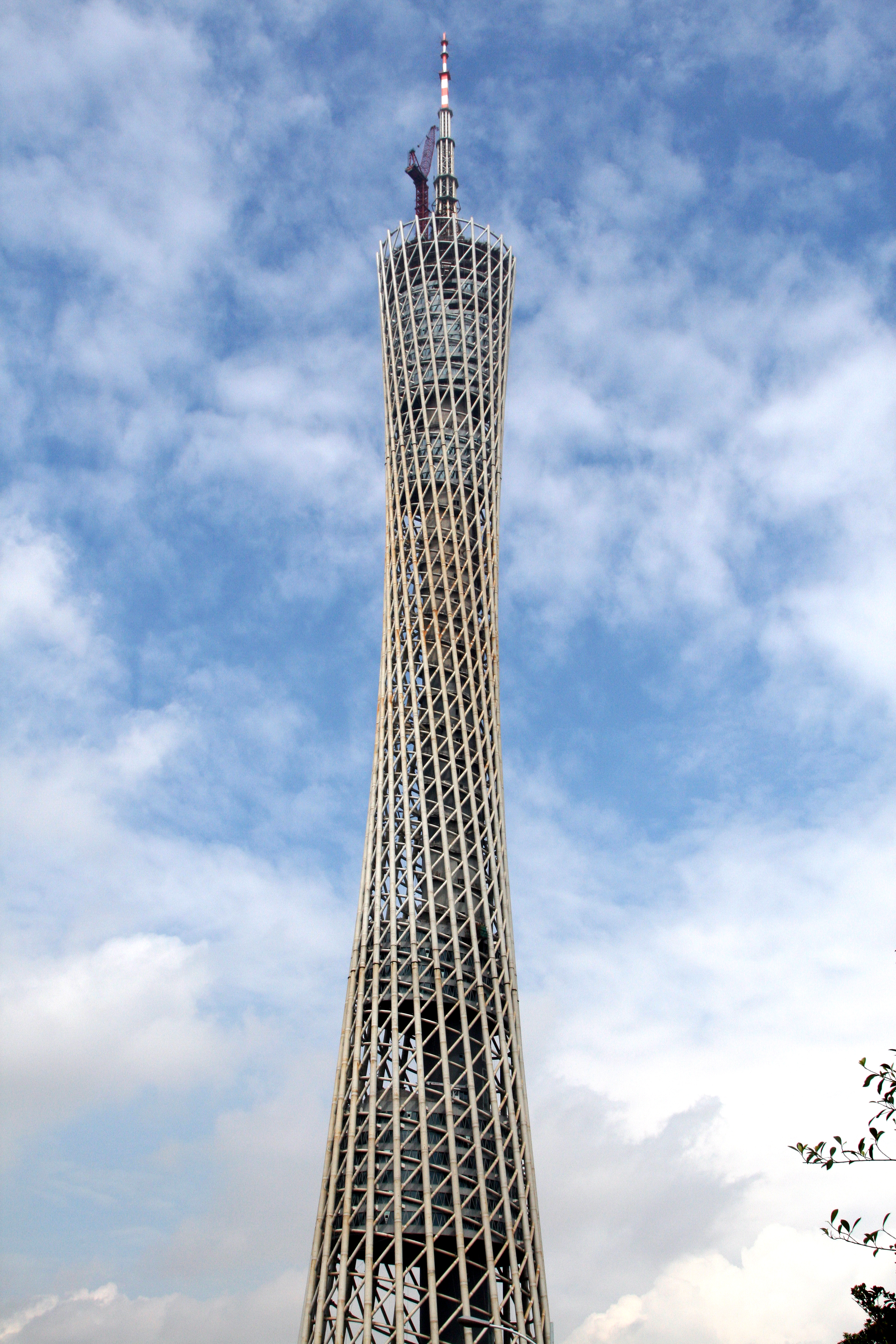
Juni 2009